# Shield Portable
Shield Portable（神盾掌机，原名Nvidia Shield）是Nvidia（英伟达）公司在2013年的国际消费类电子产品展览会上推出的产品，这是一款针对开放平台的便携游戏的解决方案。

## 命名
最初的名字是「Project SHIELD」，2013年5月14日正式名稱被重命名為「SHIELD」，同年7月31日在北美發布。2014年7月22日，「Shield Tablet」的發布，本產品再更名為「SHIELD Portable」。

## 特色

### 軟件
- SHIELD Portable運行Android 4.2，能運行Android手機的程式。
- 兼容搭載NVIDIA顯卡的Windows，能夠遙控遊玩PC遊戲。但需要“NVIDIA GeForce GTX 650”以上顯卡。[1]
- 移植於Google Play平台的《傳送門》與《戰慄時空2》僅可在 Shield 掌機上運行。[6]

### 實體鍵
雙模擬操縱桿、A / B / X / Y鍵、十字按鍵、L/R鍵、Android Back & Home鍵、音量+/-、NVIDIA按鈕

## 规格
| 項目           | SHIELD Portable             |
| -------------- | --------------------------- |
| 系統           | Android 4.2                 |
| 螢幕           | 5.0吋、1280×720解析度       |
| CPU            | Nvidia Tegra 4              |
| GPU            | 72-core NVIDIA GeForce® GPU |
| RAM            | 2 GB                        |
| ROM            | 16 GB                       |
| 可扩展的存储卡 | /                           |
| 尺寸           | 158 x 135 x 57 mm           |
| 重量           | 579 g                       |
| 音效           | 3.5mm 耳機孔                |